# Dimitri Ouznadzé
Dimitri Nikolaievitch Ouznadzé (en géorgien დიმიტრი უზნაძე) (Sakara, Géorgie, 2 décembre 1886 — Tbilissi, 9 octobre 1950) est un psychologue et un philosophe géorgien. Il participe à la fondation de l'université d'État de Tbilissi et de l'Académie des sciences de Géorgie. 

## Biographie
Né en 1886 à Sakara, à l'ouest de la Géorgie, il fait ses études au lycée de Kutaisi. En 1909, il est diplômé de la faculté de philosophie de l'université de Leipzig en Allemagne, puis en 1910, il est docteur en philosophe de l'université de Wittemberg.
De 1910 à 1917, il enseigna l'histoire au lycée de Kutaisi. En 1918, il participe à la création de l'université d'État de Tbilissi, où il est nommé professeur, et enseigne jusqu'en 1950. Il obtient un doctorat de psychologie en 1935.
En 1941, il participe à la création de l'Académie nationale des sciences de Géorgie, dont il dirige, de 1941 à 1950, l'institut de psychologie  qui a pris son nom. En 1946 il est nommé « scientifique national ». Il meurt en 1950 à Tbilissi et il est enterré dans le jardin de l'université d'État.
Ses travaux sont dans les domaines de la philosophie, de l'histoire de la philosophie, la théorie de l'enseignement et la pédagogie expérimentale. Il est également l'auteur de plusieurs ouvrages. 

## Publications
- Wladimir Solowjow: seine Erkenntnistheorie und Metaphysik (en allemand, 1910) ;
- Henri Bergson (en russe, Tbilissi, 1923) ;
- Untersuchungen zur Psychologie der Einstellung (Acta Psychologica, Vol.IV, No.3, 1939, en allemand) ;
- The Psychology of Set (en anglais, New York, 1966); Psychological Investigations (en russe et en anglais, Moscou, 1966).